# Lewis Coser
Lewis Alfred Coser, rodným jménem Ludwig Cohen (27. listopadu 1913 Berlín – 18. července 2003 Cambridge, Massachusetts) byl americký sociolog židovského původu narozený v Německu. Byl žákem Roberta K. Mertona, ale proslul především tím, že se do jeho strukturního funkcionalismu pokusil doplnit roli konfliktu (ovlivněn zejména Georgem Simmelem). Nejznámější jeho prací je kniha The Functions of Social Conflict z roku 1956. Byl levicového zaměření, často spolupracoval s Irvingem Howem, s nímž roku 1954 založili intelektuální revue Dissent.

## Teorie

### Blahodárnost konfliktu
Základní Coserovou oponenturou vůči Mertonovi je přesvědčení, že i konflikty mohou upevňovat sociální řád. Konflikty vedou k vyjasnění identity skupin i celé společnosti a fungují jako ventil sociálního napětí. Absence konfliktu ve společnosti není podle Cosera vůbec indikátorem stability, právě naopak, stabilní společnosti si konflikty "mohou dovolit", a to je dále posiluje, kdežto křehké společnosti se konfliktům v obavě z rozpadu vyhýbají, tím napětí skrytě roste a jednoho dne takové společnosti rozerve.
Coser dokonce tvrdí, že právě konflikty lidi zdaleka nejvíc spojují (a nikoli tedy společné zájmy) a společnost s mnoha konflikty je tudíž nejvíce soudržná, lidé v ní mají "nejvíc společného" (právě spory) - říká tomuto spojení skrze konflikt "antagonistická kooperace".

### Realistický a nerealistický konflikt
Ne úplně všechny konflikty jsou ovšem pro společnost blahodárné. Coser rozlišuje realistický a nerealistický konflikt. Realistický konflikt vzniká při řešení nějakého reálného problému, vrcholí vítězstvím silnější strany a bývá tím uzavřen. U konfliktu nerealistického však je cílem agrese sama, tehdy nemůže být nalezeno žádné řešení a nastolena rovnováha. Vyhraje-li agresor, jen ho to povzbudí k další agresi, a naopak prohraje-li, stane se mu prohra záminkou k pozdějšímu útoku. Nerealistické konflikty společnost neposilují, ale destruují.

### Napětí primárních skupin
Coser též opravil klasickou funkcionalistickou (a nejen funkcionalistickou) představu, že konflikty jsou typické pro sekundární skupiny, zatímco ve skupinách primárních (rodina, přátelství, klan) se odehrávají výjimečně, a tím pádem vztahy ve společnosti tradiční byly vřelejší a harmoničtější. Podle Cosera tomu tak jistě nebylo, naopak právě v sekundárních skupinách (a tedy v moderní společnosti, kde se život odehrává zejména v jejich rámci) se snadněji nacházejí způsoby, jak napětí zredukovat, neboť člověk má od těchto, často abstraktních, skupin (národ, profese, třída) větší odstup.